# Paweł Andrychowicz
Paweł Andrychowicz – prezydent Starej Warszawy w 1765 roku, pochodził z rodziny ormiańskiej.